# Lingua dzongkha
La lingua dzongkha (in alfabeto tibetano རྫོང་ཁ; dzòŋkʰɑ́) è una lingua himalayana parlata in Bhutan, dove è lingua ufficiale.

## Distribuzione geografica
Lo dzongkha è la madrelingua della popolazione negli otto distretti occidentali del Paese (Thimphu, Paro, Punakha, Wangdue-Phodrang, Gasa, Haa, Dagana, e Chukha). È anche la lingua di alcuni gruppi etnici che vivono nella città indiana di Kalimpong, che una volta faceva parte del Bhutan, ma attualmente appartiene al Darjeeling, distretto del Bengala Occidentale.
In Bhutan ci sono circa 160.000 persone la cui prima lingua è lo dzongkha, che è utilizzato come lingua franca in tutto il paese, come materia di istruzione, insieme all'inglese, in tutte le scuole e nei luoghi istituzionali (governo, amministrazione pubblica). Secondo l'edizione 2009 di Ethnologue, fuori dal Bhutan si stimano 11.000 locutori in India e altri 300 in Nepal, a Katmandu.

### Lingua ufficiale
Lo dzongkha è lingua ufficiale nel Regno del Bhutan.

## Storia
La lingua dzongkha deriva dall'antico tibetano, anche se per molti secoli si è sviluppata in modo autonomo in Bhutan. Lo dzongkha, come lingua di corte, dell'élite militare, della nobiltà, del governo e dell'amministrazione pubblica è radicato nella storia del Bhutan a partire almeno dal XII secolo.
La parola "dzongkha" deriva da kha "lingua" e dzong "fortezza" (lingua parlata nella fortezza). Dzong è il nome delle fortezze-monasteri fondate dappertutto in Bhutan dallo Shabdrung Ngawang Namgyal (1594-1651) come centri di insegnamento, amministrazione, religione e come luoghi di difesa, nel XVII secolo, contro le armate dei tibetani e dei loro alleati mongoli.